# Cipactlichthys scutatus
Cipactlichthys scutatus è un pesce osseo estinto, appartenente agli alecomorfi. Visse nel Cretaceo inferiore (Albiano, circa 110 milioni di anni fa) e i suoi resti fossili sono stati ritrovati in Messico.

## Descrizione
Questo pesce possedeva un corpo allungato e fusiforme, e la lunghezza era di circa 13 centimetri. Le ossa dermiche e le scaglie erano ricoperte da ganoina e ornamentate con tubercoli e creste. Le fauci si estendevano fino a dietro la parte posteriore dell'orbita. Le pinne pettorali erano piuttosto lunghe, con il primo raggio che si estendeva fino al limite anteriore delle pinne pelviche. La pinna caudale era biforcuta e omocerca (lobo inferiore e superiore di eguale lunghezza). La pinna dorsale era dotata di almeno otto raggi. La pinna anale era più grande della pinna dorsale ed era anch'essa dotata di otto raggi. Le scaglie variavano notevolmente come forma e dimensioni, con una serie di scudi simili a piastre di grosse dimensioni lungo la linea mediana dorsale e ventrale tra la pinna dorsale e quella anale.

## Classificazione
Cipactlichthys scutatus venne descritto per la prima volta nel 2013 sulla base di fossili ottimamente conservati, ritrovati nella formazione Tlayua nei pressi di Tepexi de Rodriguez, in Puebla (Messico).
Cipactlichthys è stato classificato nel clade Halecomorphi, a causa della presenza di un preopercolo di forma a mezzaluna e dell'articolazione delle fauci in cui era coinvolto l'osso simplectico. Non è chiaro a quale gruppo di alecomorfi appartenesse questa specie, ed è probabile che Cipactlichthys fosse il sister taxon di un gruppo contenente gli Amiiformes e gli Ionoscopiformes.